# Diospyros capreifolia
Diospyros capreifolia là một loài thực vật có hoa trong họ Thị. Loài này được Mart. ex Hiern mô tả khoa học đầu tiên năm 1873.